# Pedavena
Pedavena là một comune ở tỉnh Belluno vùng Veneto của Ý. Vị trí đô thị này khoảng 70 km về phía tây bắc của Venice và khoảng 30 km về phía tây nam của Belluno. Tại thời điểm ngày 31 tháng 12 năm 2004, đô thị này có dân số 4.441 và diện tích 24,9 km².
Đô thị Pedavena có các frazioni (các đơn vị trực thuộc, chủ yếu là thôn làng) Carpene, Casere dei Boschi, Croce d'Aune, Facen, Faont, Festisei, Murle, Norcen, Sega Bassa, S. Osvaldo, Teven, and Travagola.
Pedavena giáp các đô thị: Feltre, Fonzaso, Sovramonte.